# 名人性愛影片
名人性愛影片是指與一位或多位知名人物或公眾人物有關的業餘色情視頻，而且這些名人色情視頻還會被人有意或無意地流出。這些視頻通常在未經當事人同意的情況下被公開，並對名人的聲譽造成影響。